# Lime Pictures
Lime Pictures (anteriormente Mersey Television y North West Television) es una productora audiovisual británica de  televisión, fundada por el productor y guionista Phil Redmond en 1982.
Su primera producción fue el serial televisivo Brookside para Channel 4, que se emitió desde la fundación del canal hasta 2003, cuando fue cancelada por no tener suficiente nivel de audiencia.

## Oferta de franquicia de ITV en contra de Granada Television
En la subasta de franquicias de 1991 de ITV, Lime Pictures (bajo el nombre de North West Television) hizo una audaz oferta en contra de Granada Television, que había ocupado la franquicia noroeste desde los inicios de la televisión independiente en 1950, era una de las mayores y mejor establecidas empresas de ITV y ocupaba el segundo puesto en las empresas de producción de televisión más respetadas por el público, únicamente debajo de BBC.
La oferta fue apoyada financieramente por Yorkshire Television y Tyne Tees Television, dirigiéndose a proveer un servicio de televisión equilibrado para el noroeste, en particular con más contenido de Liverpool en lugar de Mánchester. Sin embargo, aunque la oferta fue la que más dinero propuso sumando un total de £35.000.000 frente a los £9.000.000 de Granada Television, la franquicia se quedó con Granada como ITC, ya que North West Television no alcanzó el umbral de calidad requerido. Además, Granada Television estaba al tanto de los intentos de North West de ganar la franquicia, y construyó defensas para evitar perder lo que había tenido por muchos años. Nuevas franquicias sin experiencia de tener parte de ITV debieron pasar un "obstáculo de calidad", que Granada Television ayudó a ITC para que lo tuviera. Granada también tenía un conocido catálogo de producciones, entre ellas Prime Suspect, Cracker, World in Action y Coronation Street; producciones que, si North West Television hubiera ganado la franquicia, Granada Television hubiera vendido a la televisión por satélite.

## Hollyoaks y Grange Hill
En 1995, la compañía inició un nuevo serial televisivo para Channel 4 que sigue emitiéndose hasta la actualidad: Hollyoaks.
En 2003 la compañía produjo el drama infantil Grange Hill, anteriormente producido por BBC One. La producción se movió a la base central de la compañía en Liverpool.

## Venta y cambio de nombre
Mersey Television fue comprado por All3Media en junio de 2005, y fue renombrado como Lime Pictures en 2006.

## Producciones recientes
En 2007, produjo una serie de 8 partes: Living on the Edge, que fue transmitida por MTV, además de Bonkers, transmitido por ITV.
En 2008, produjo la primera (y posteriormente, última) temporada de Apparitions.
En 2009, produjo el drama The Season, filmado en Val-d'Isère.
En 2010, produjo el episodio piloto de la comedia de situación para E4, Sex and the Chippy, escrito por Heather Robson y Neil Jones, y comenzó a producir The Only Way is Essex para ITV2.
En 2011, junto a Nickelodeon y Studio 100 comenzó a producir House of Anubis, emitido por Nickelodeon.